# Sciapus nupta
Sciapus nupta är en tvåvingeart som först beskrevs av Mario Bezzi 1928.  Sciapus nupta ingår i släktet Sciapus och familjen styltflugor.
Artens utbredningsområde är Fiji. Inga underarter finns listade i Catalogue of Life.